# Hörnlihütte (Arosa)
Die Hörnlihütte ist eine 1923 erstellte, bewirtete Skihütte des Skiclub Arosa an der höchsten Stelle des Hörnligrats auf 2511 m zwischen dem Hörnli und dem Tschirpen in den Plessur-Alpen im Kanton Graubünden, Schweiz. Sie befindet sich auf der Grenze zwischen den Gemeinden Arosa und Chur. Südlich der Hütte auf dem Grat befinden sich die Stationen von Hörnli Express, Sesselbahn Hörnli und Urdenbahn, von wo aus ein Bergwanderweg zum Urdensee und weiter nach Tschiertschen oder via Urdenfürggli nach Lenzerheide führt.

## Geschichte

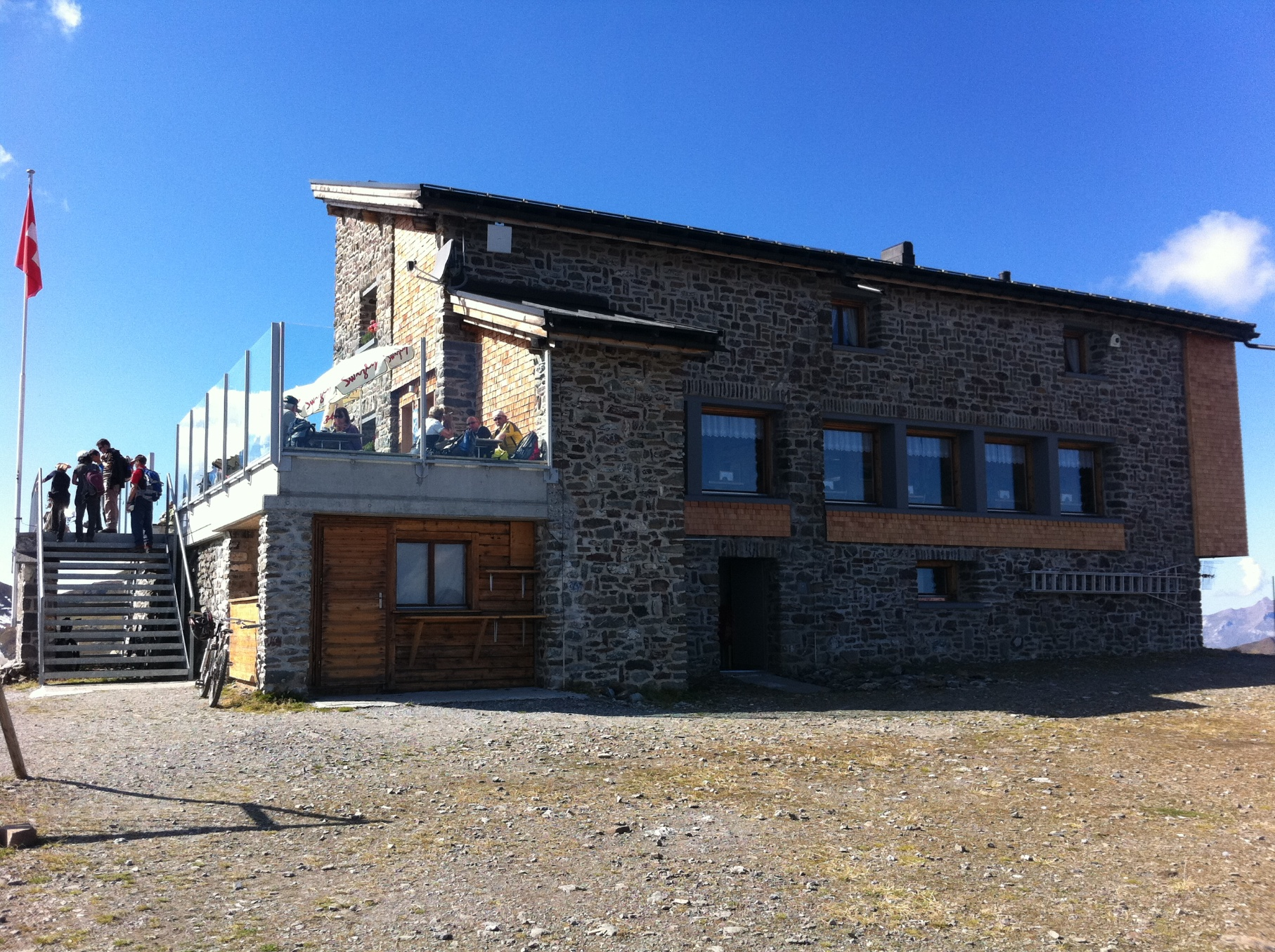
Von Osten gesehen (bis 2024)

Aufgrund seiner Lage und besonderen Beschaffenheit wurde das Gebiet beim Hörnli schon früh für den Skisport entdeckt und genutzt. Da man im Zeitalter vor den Bergbahnen und Skiliften auf entsprechende Unterkünfte in den Tourengebieten angewiesen war, beschloss der Skiclub Arosa im Juli 1923 auf dem höchsten Punkt des Hörnligrats (2511 m) beim Übergang zum Urdenfürggli eine Skihütte zu bauen. Diese wurde komplett im Frondienst durch rund 50 Clubmitglieder erstellt und konnte am 9. Dezember 1923 eingeweiht werden.
Die Hörnlihütte war von Anfang an bewirtet, so wie sie es auch heute noch im Sommer wie im Winter ist. Diverse An- und Umbauten, vor allem in den Jahren 1937, 1962, 2004 und 2024, haben aus der Hörnlihütte einen stattlichen Restaurationsbetrieb mit Übernachtungsmöglichkeit auch für Nicht-Clubmitglieder werden lassen.

## Varia
Per 1. November 2014 wurde die Führung der Hörnlihütte pachtweise an den Hotelier Hans-Christian «Hitsch» Leu beziehungsweise dessen Hörnli Gastro AG übertragen. Hitsch Leu ist der Bruder von Livia Leu sowie Initiator und CEO der Arosa Gay Skiweek.
Ab 2014 lag die Hörnlihütte kurzzeitig an der Strecke des Swiss Irontrail.
Im Sommer 2015 wurde die auf der Ostseite gelegene Aroser Stube unter Verwendung von rohem Strickholz und Bruchsteinmauerwerk renoviert und das dortige Platzangebot mit neuen Holztischen um acht Einheiten auf 85 Sitzplätze erweitert. 2016 erneuerte die Eigentümerschaft die WC-Anlagen sowie die Einrichtung der Schanfigger Stube.
Die Hörnlihütte belegte im Skihütten-Spezial 2017 der Doku-Soap Mini Beiz, dini Beiz den ersten Platz.
Die für das 100-jährige Hüttenjubiläum geplante Erweiterung der Hütte musste wegen geologischen Unklarheiten um ein Jahr auf 2024 verschoben werden.